# Gudrun Wagner
Gudrun Wagner (* 15. Juni 1944 in Allenstein, Ostpreußen, als Gudrun Armann; † 28. November 2007 in Bayreuth) war Mitorganisatorin der Richard-Wagner-Festspiele in Bayreuth.

## Leben
Gudrun Wagner wuchs in Langquaid in der Nähe von Regensburg auf, wohin sie als vier Wochen altes Kind nach der Vertreibung aus Ostpreußen gekommen war. Nach einer Ausbildung zur Fremdsprachenkorrespondentin und Auslandsaufenthalten in Paris, Birmingham und London bewarb sie sich 1965 auf eine Stellenanzeige in der Zeitung für das Pressebüro der Festspiele, wo sie zunächst als Sekretärin arbeitete. Dort lernte sie Dietrich Mack, Pressechef der Festspiele und späterer Mitherausgeber der Tagebücher Cosima Wagners, kennen, den sie 1970 heiratete. Fünf Jahre später wurde sie Leiterin des Büros von Festspielleiter Wolfgang Wagner. Nachdem beide sich von ihren Partnern hatten scheiden lassen, folgte 1976 die Heirat. Im Mai 1978 kam die gemeinsame Tochter Katharina zur Welt.

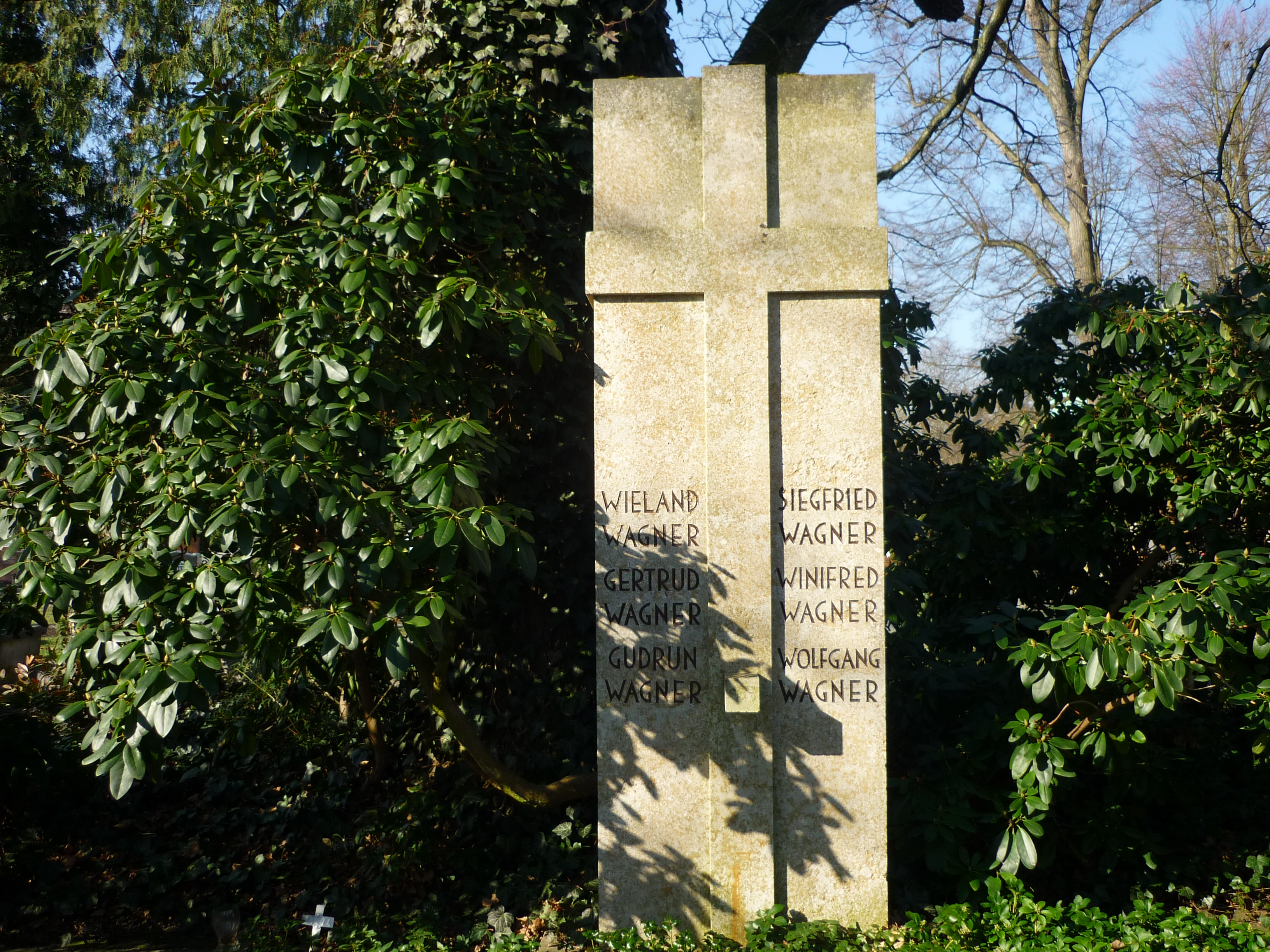
Grabstätte von Gudrun Wagner auf dem Bayreuther Stadtfriedhof

Als Assistentin (ab 1984) und Persönliche Referentin (ab 1985) ihres Mannes avancierte Gudrun Wagner zur einflussreichen Mitorganisatorin der Festspiele. Als zunehmend die Frage der Nachfolge Wolfgang Wagners als Festspielleiter diskutiert wurde und 2001 erstmals Rücktrittsforderungen laut wurden, brachte er seine Frau als Kandidatin ins Spiel. Der Plan scheiterte jedoch am Votum des Stiftungsrats der Festspiele, der Wolfgang Wagners Tochter aus erster Ehe, Eva Wagner-Pasquier, den Vorzug gab, woraufhin er seinen Rücktritt ablehnte, auf seinen Vertrag als Festspielleiter auf Lebenszeit verwies und im Amt blieb. Wegen des angeschlagenen Gesundheitszustandes ihres Mannes leitete de facto Gudrun Wagner in den letzten Jahren bis zu ihrem Tod die Geschäfte und beeinflusste in dieser Position auch zahlreiche Besetzungen und künstlerische Entscheidungen. Nach Auffassung der Süddeutschen Zeitung habe sie die Spaltung der Familie forciert und sei für den Erhalt des künstlerischen Status quo verantwortlich gewesen. Der innerfamiliäre Streit habe die als „nötig“ angesehene Reform der Festspiele gehemmt. „Gudrun Wagner war als Frau Wolfgang Wagners und als seine persönliche Mitarbeiterin ebenso unerschrocken wie resolut, dabei aber in ihrer Arbeit stets loyal und wahrheitsbewusst. In den letzten Lebensjahren Wolfgang Wagners wären viele künstlerische und organisatorische Entscheidungen ohne sie sicherlich ganz anders für die Festspiele ausgefallen“ (Klaus Schultz).
Nach Auskunft der Festspielverwaltung begab sich Gudrun Wagner am 26. November 2007 für eine Operation in ein Bayreuther Krankenhaus. Dort starb sie am Morgen des 28. November 2007, vermutlich an einer Lungenembolie.

## Ehrungen, Mitgliedschaften
- 1993 Chevalier des arts et lettres
- 1996 Ehrenmitglied des Richard-Wagner-Verbands International
- 2004 Rienzi-Preis der Lettischen Kulturakademie und der Lettischen Nationaloper Riga

## Nachweise
1. ↑  „Frau im Feuer“, Süddeutsche Zeitung, Nachruf vom 28. November 2007
2. ↑  „Gudrun Wagner gestorben“, Deutsche Welle, 29. November 2007

| Personendaten    | Personendaten                                                       |
| ---------------- | ------------------------------------------------------------------- |
| NAME             | Wagner, Gudrun                                                      |
| ALTERNATIVNAMEN  | Armann, Gudrun (Geburtsname); Mack, Gudrun (Ehename, erste Ehe)     |
| KURZBESCHREIBUNG | deutsche Mitorganisatorin der Richard-Wagner-Festspiele in Bayreuth |
| GEBURTSDATUM     | 15. Juni 1944                                                       |
| GEBURTSORT       | Allenstein, Ostpreußen                                              |
| STERBEDATUM      | 28. November 2007                                                   |
| STERBEORT        | Bayreuth                                                            |